# コスモス4号
コスモス4号（Kosmos 4、ロシア語:Космос 4）またはZenit-2 No.2は、初めて軌道へ到達したソビエト連邦の偵察衛星である。西側ではスプートニク14号（Sputnik 14）とも呼ばれる。4機目のコスモス衛星であり、ソ連偵察衛星打上げは2度目であった。1度目は、ロケットエンジンの1つが途中で停止し、軌道へ達しなかった。
ボストークKロケットに搭載して打上げられた。これが7度目の飛行となった。1962年6月の打上げよりボストーク2ロケット利用へ変わったため、ボストークKを用いて打上げられた最後のゼニットとなった。1962年4月26日10:02（UTC）にバイコヌール宇宙基地ガガーリン発射台から打ち上げられた。
近地点285 km、遠地点317 km、軌道傾斜角65°、軌道周期90.5分の低軌道へ乗せられた。4日間のミッションで、4月29日に軌道離脱し、パラシュートで着陸した。配向システム故障のため、ミッションは部分的にしか完了しなかった。5月には別の衛星が後に続く予定だったが6月に延期され、軌道到達に失敗した。
コスモス4号は、かつて有人宇宙飛行に用いられたボストーク宇宙船に由来するゼニット2偵察衛星である。次の打上げは失敗したが、さらにその次の打上げと軌道到達は成功し、コスモス7号と呼ばれた。